# Spice World (filme)
Spice World é um filme britânico estrelado pelo girl group Spice Girls, dirigido por Bob Spiers e com roteiro de Kim Fuller e Jamie Curtis.
Foi listado pelo fundador do Framboesa de Ouro, John Wilson, em seu livro The Official Razzie Movie Guide como um dos "Os 100 filmes de banho mais agradáveis já feitos".

## Trama
Cinco dias antes de seu primeiro show ao vivo em Londres, as Spice Girls vivem incríveis aventuras a bordo do Spicebus e muita confusão às voltas com seu enlouquecido empresário Clifford e a assistente Deborah, um arrogante diretor que quer fazer um documentário sobre o grupo mas só dá bola fora, um ambicioso produtor de Hollywood que só pensa em dinheiro, um poderoso dono de jornal louco para cavar um escândalo e aumentar as vendas, e o misterioso "Chefe", que só se comunica por mensagens cifradas. Ainda por cima, a melhor amiga das Spice está grávida e quer que todas elas sejam madrinhas do bebê.

## Elenco
- Geri Halliwell
- Emma Bunton
- Victoria Adams
- Melanie Brown
- Melanie Chisholm
- Elton John
- Roger Moore
- Jennifer Saunders
- Richard E. Grant
- Naoko Mori
- George Wendt
- Claire Rushbrook
- Alan Cumming
- Bob Geldof
- Elvis Costello
- Gary Glitter
- Michael Barrymore
- Jonathan Ross
- Neil Fox